# 阿迪卡西姆·薩拉德·哈山
阿迪卡西姆·薩拉德·哈山（阿拉伯语：‎，1941年—），索馬利亞政治人物。他在2001年至2004年擔任索馬利亞總統，先前也曾在穆罕默德·西亞德·巴雷政府團隊下擔任內政部長和財政部長。